# Storsjöbygden

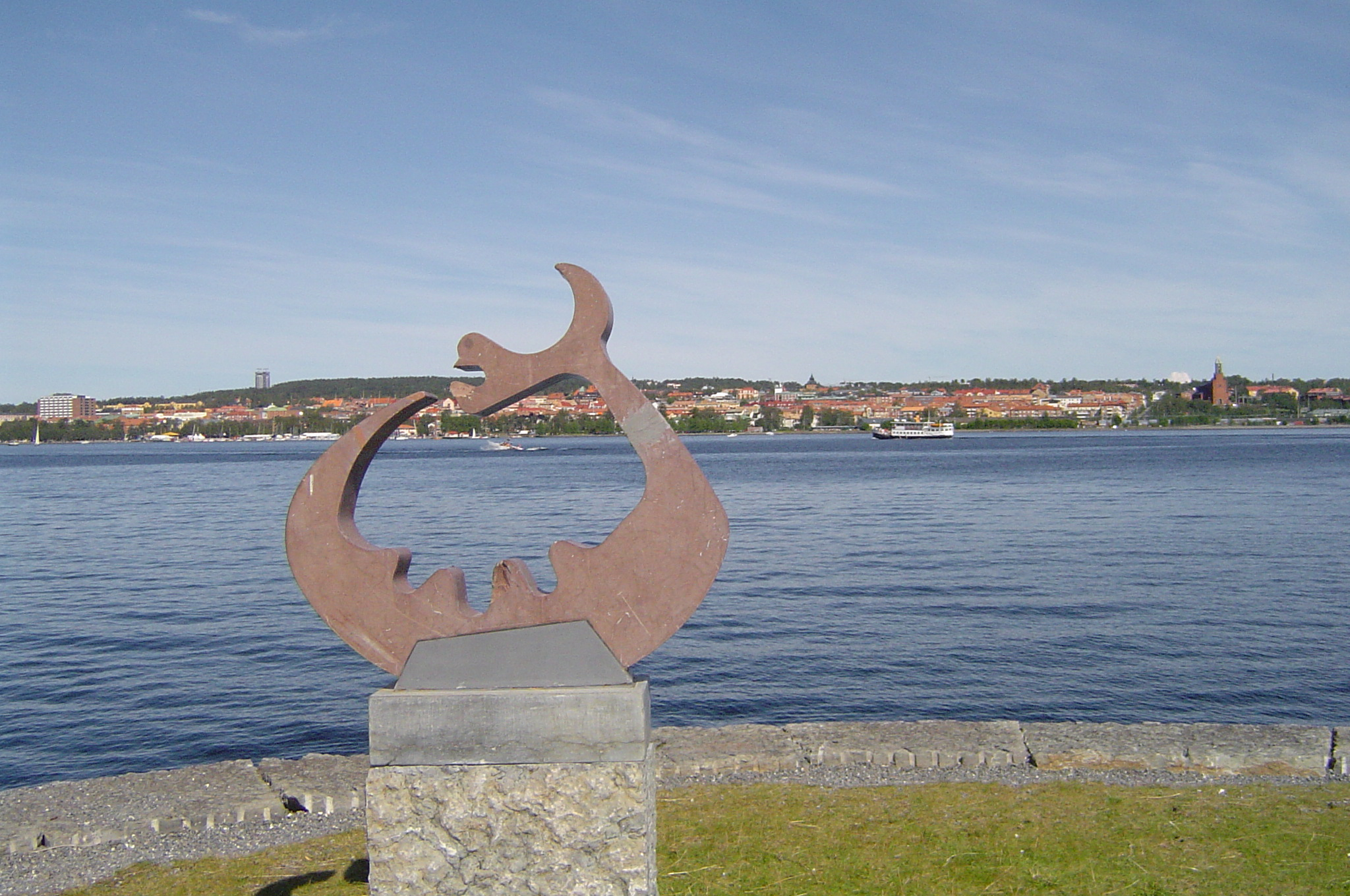
Skulptur av Storsjöodjuret med Östersund i bakgrunden.

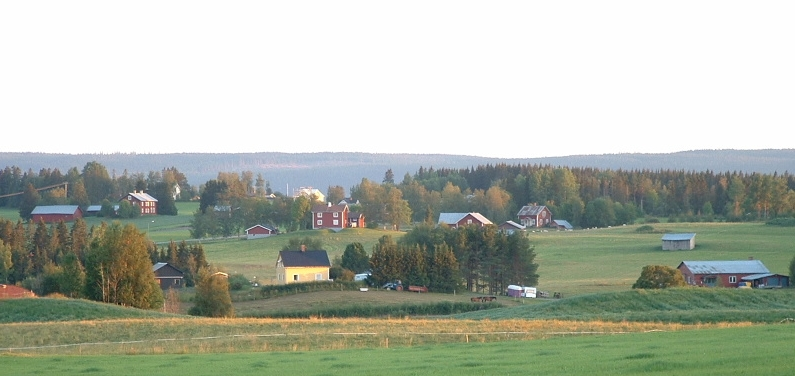
Gårdar i Oviken, södra Storsjöbygden.

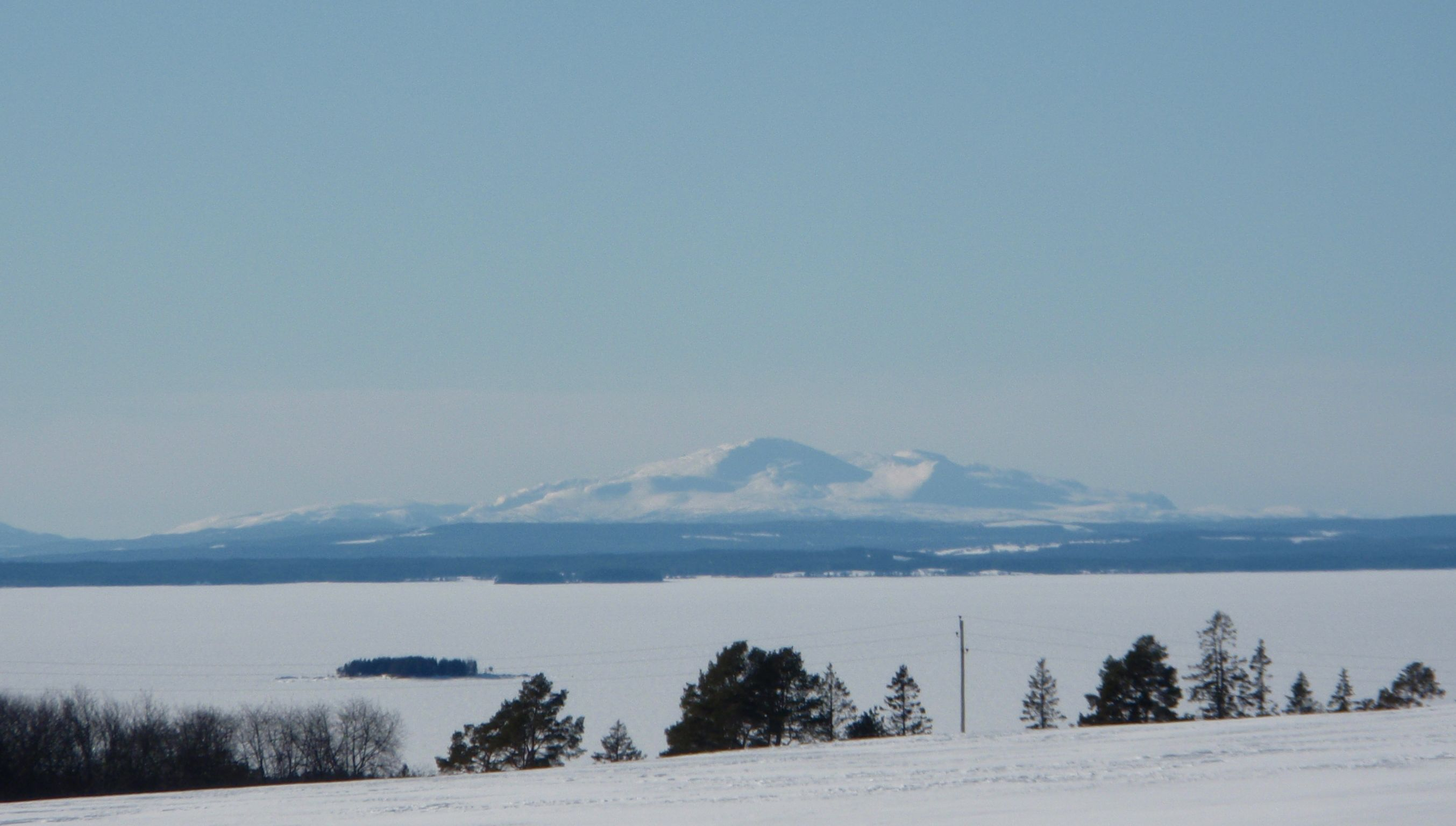
Åreskutan och Storsjön från Frösön.

Storsjöbygden är kulturbygden i centrala Jämtland som ligger kring Storsjön. Majoriteten av landskapets befolkning har alltid bott i området då jorden är bördig och mycket lämplig för jordbruk. Delar av Storsjöbygden är av riksintresse för kulturmiljövård.
Storsjöbygden benämns ibland "Storsjöodjurets rike". Storsjöbygden är ett turismområde, och just Storsjöodjuret är avbildat på de brunvita skyltar Vägverket har satt upp i området.

## Orter
| - Berg - Brunflo - Dvärsätt - Fillsta - Funäs - Fåker - Glösa | - Hackås - Hallen - Hara - Krokom - Nälden - Järsta - Marieby | - Myrviken - Myssjö - Månsåsen - Ope - Orrviken - Oviken - Svenstavik | - Trångsviken - Vaplan - Vigge - Ytterån - Ås - Östersund |

## Öar
Till Storsjöbygden räknas alla öar i Storsjön, där de största är Andersön, Frösön, Norderön och Verkön. Några mindre öar är Åsön, Skansholmen och Isön.